# Detector Cherenkov

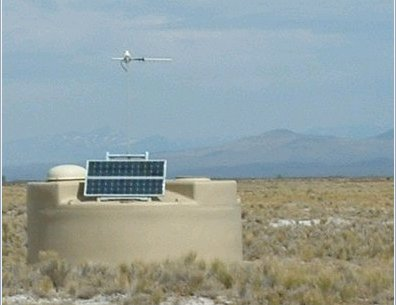
Detector Cherenkov visto de frente un campo de Malargüe, Argentina.

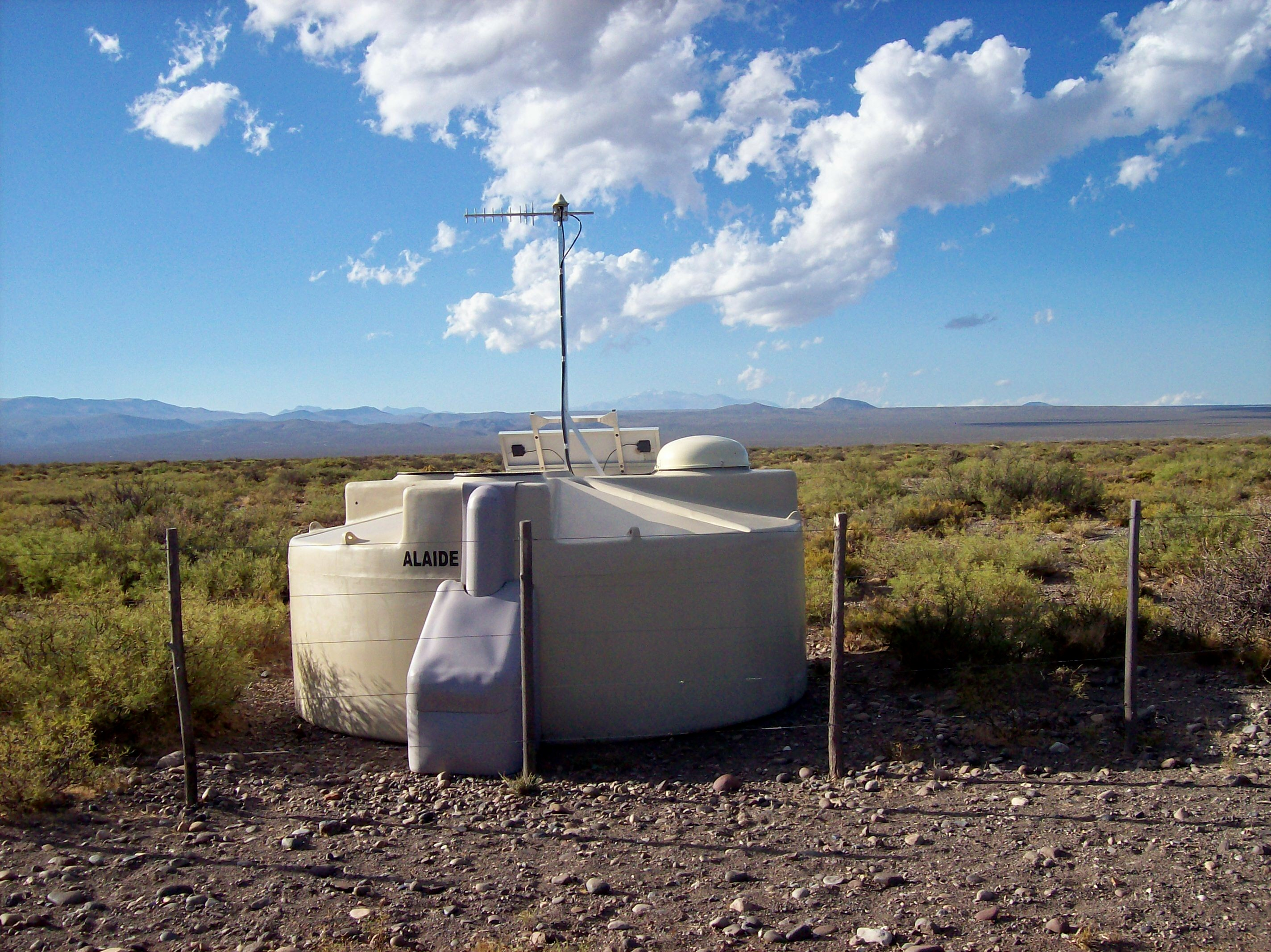
Parte trasera de un tanque Cherenkov.

El detector Cherenkov es un detector de partículas que utiliza el umbral de velocidad para la producción de luz, la salida de luz dependiente de la velocidad o la dirección de la luz dependiente de la velocidad de la radiación Cherenkov, y tiene como finalidad registrar la caída de rayos cósmicos. 
Se basa en el llamado efecto Cherenkov (en honor a Pável Cherenkov, Premio Nobel de Física en 1958, por haberlo descubierto). Éste se produce cuando una partícula cargada se mueve en un medio transparente con velocidad mayor que la que tendría la luz en dicho medio. En esta situación se produce una perturbación electromagnética que origina una emisión de luz, análogamente a como un barco rápido crea una estela al navegar en aguas en reposo. La luz de la partícula resulta emitida dentro de los límites de una superficie de forma cónica, donde el vértice es el punto en que la partícula entró al detector y la directriz es la dirección de su movimiento. Un tanque de agua hermético y oscuro resulta un buen detector del rastro de la partícula si se le adicionan fotomultiplicadores. 
El Observatorio Pierre Auger, situado en la ciudad de Malargüe, en la provincia de Mendoza, Argentina, con el fin de detectar las lluvias de rayos cósmicos, hace uso de este tipo de detectores. Cuenta con 1700 tanques cilíndricos cerrados que contienen una bolsa también cilíndrica de polietileno, fabricada en el lugar por estudiantes locales que siguen las directivas de la Universidad de Colorado. Esta bolsa, llamada técnicamente sachet o liner, se encuentra llena de 12 000 litros de agua ultrapura y en la que la partícula deja su rastro. Los sensores envían entonces la información a una estación central que procesa los datos. Los tanques en sí miden aproximadamente 3,5 m de diámetro y más de un metro y medio de alto. Se encuentran emplazados a 1,5 km de distancia entre ellos, formando una red que cubre unos 3000 km². Una celda unitaria contiene los detectores, y cada detector posee fotomultiplicadores en su parte superior, un panel solar y plaquetas electrónicas de adquisición de datos y de comunicaciones, que registran y transmiten la intensidad de la radiación producida por la lluvia al atravesar el detector transparente constituido de agua pura. Los tanques trabajan junto a detectores de fluorescencia para captar los rayos con mayor precisión.